# Tuzhisar, Hafik
Tuzhisar là một xã thuộc huyện Hafik, tỉnh Sivas, Thổ Nhĩ Kỳ. Dân số thời điểm năm 2011 là 142 người.